# Слим Пикенс
Луис Бертон Линдли-младший (Louis Burton Lindley Jr.), более известный под псевдонимом Слим Пикенс (Slim Pickens) — американский участник родео, клоун и актёр. С юности занимался верховой ездой и родео, но после выбрал актёрскую деятельность, снявшись в десятках фильмов и телешоу, при этом в основном играл ковбоев. Известен комическими ролями в «Доктор Стрейнджлав», «Сверкающие сёдла», «1941», а также как злодей из «Одноглазые валеты».

## Родео
Родился 29 июня 1919 года в Кингсберге (Калифорния). Отец — Луис Бертон Линдли-старший (Louis Bert Lindley Sr.), — фермер-молочник из Техаса; мать — Салли Мошер (Sally Mosher, урождённая Тёрк). В 4 года получил первую лошадь и ещё подростком решил, что работа на молочной ферме это не для него, вместо этого за деньги став кататься на брыкающихся лошадях и быках. В 16 лет он бросил школу и решил профессионально заниматься родео. Но узнавший об этом отец выступил против, сказав что категорически не хочет видеть его имя в списках участников. Однако Линдли-младший проигнорировал запрет, начав выступать в родео под разными псевдонимами, пока однажды пожилой менеджер не посоветовал ему взять имя Слим Пикенс (от Slim Pickings — «Подачка»; по смыслу аналогично выражению «Овчинка выделки не стоит»). Впоследствии Линдли стал уже выступать под этим именем, а со временем сменил амплуа, став родео-клоуном. Он получал небольшие деньги и перенёс множество переломов, но продолжал заниматься этим делом из удовольствия на протяжении примерно 20 лет, выступая на различных престижных площадках.
Во время Второй мировой поступил на службу в военно-воздушные силы Армии США. По легенде, когда его спросили о специальности, Пикенс ответил «родео», но рекрутёру из-за плохого слуха послышалось «радио». Поэтому новобранца отправили на армейскую радиостанцию на Среднем Западе, где тот и провёл службу до конца войны.

## Актёрская карьера
В 1950 году выступление Слима Пикенса увидел режиссёр Уильям Кейли, после чего предложил тому пройти пробы на роль в фильме «Скалистая гора». Для Пикенса это была возможность сменить карьеру, поэтому тот и согласился. В те годы в Голливуде начался расцвет фильмов-вестернов, в которых актёры часто находились в седле, а для различных трюков приходилось нанимать каскадёров. Слим Пикенс при красивой внешности (широко раскрытые глаза, круглое лицо, крепкое телосложение) резко отличался тем, что все трюки принципиально выполнял сам; он профессионально сидел верхом, либо мог управлять дилижансом, запряжённым шестёркой лошадей. Благодаря этому Пикенс снялся в огромном числе фильмов и телешоу, но из-за характерного южного акцента его брали в основном на роль ковбоев и часто на второй или третий план.
В 1964 году Слим Пикенс был приглашён в фильм «Доктор Стрейнджлав» режиссёра Стэнли Кубрика, в котором благодаря своему акценту сыграл пилота-техасца Дж. Т. «Кинга» Конга; к концу картины его персонаж забирается верхом на бомбу, словно на быка, и вместе с ней вылетает из бомболюка, размахивая своей ковбойской шляпой. Эта картина сразу сделала бывшего родейца знаменитым, на съёмочных площадках к нему стали обращаться по имени, а гонорары выросли в пять раз.
В последние годы жил в Колумбии (Калифорния). Умер 8 декабря 1983 года в больнице в Модесто из-за осложнений после операции по удалению опухоли головного мозга.

## Признание
В основном все признания Слима Пикенса связаны с его работой в родео и ролями ковбоев:
- Зал славы западных артистов[англ.] в Национальном музее ковбоев и западного наследия в Оклахома-Сити (1982)
- Зал славы родео Исторического общества NC&WHM (1986)
- Зал славы Профессионального родео[англ.] в Колорадо-Спрингс за свою работу родео-клоуном (2005)
- Зал славы Пендлтон-Раунд-Ап и Хэппи-Каньон[англ.] в Пендлтоне (2006)
- Зал славы родео[англ.] в Элленсберге (2020)